# 二级国家安全委员
二级国家安全委员是苏联在内务人民委员部与国家安全总局曾实行过的衔级。

## 历史
1935年10月7日苏联中央执行委员会与苏联人民委员会颁布实施。1945年7月6日被苏联最高苏维埃废止。对应于二级集团军级军衔。
比之更高的是一级国家安全委员。比之低的是三级国家安全委员。
一共有20人被授予二级国家安全委员。其中13人在斯大林时期被镇压。5人在斯大林逝世后被镇压。

## 授衔清单
| 授衔时间       | 姓名                               | 生卒        | 职务                                                                                   |
| -------------- | ---------------------------------- | ----------- | -------------------------------------------------------------------------------------- |
| 1935年11月26日 | 列夫·尼古拉耶维奇·别利斯基         | (1889—1941) | 苏联内务人民委员部民警总局局长                                                         |
| 1935年11月26日 | 马克·伊萨耶维奇·加伊               | (1898—1937) | 苏联内务人民委员部国家安全总局特别部部长                                               |
| 1935年11月26日 | 谢尔盖·阿尔谢尼耶维奇·戈格利泽     | (1901—1953) | 格鲁吉亚内务部长。1945.07.09改授上将。                                                 |
| 1935年11月26日 | 列夫·鲍里索维奇·扎林               | (1897—1940) | 哈萨克内务部长。                                                                       |
| 1935年11月26日 | 济诺维·鲍里索维奇·卡茨内尔松       | (1892—1938) | 苏联副内务人民委员                                                                     |
| 1935年11月26日 | 卡尔·马丁诺维奇·卡尔松             | (1888—1938) | 苏联内务人民委员部哈尔科夫地区管理总局局长                                             |
| 1935年11月26日 | 伊兹赖尔·莫伊谢耶维奇·列普列夫斯基 | (1896—1938) | 白俄罗斯内务部长                                                                       |
| 1935年11月26日 | 列夫·格里戈利耶维奇·米罗诺夫       | (1895—1938) | 苏联内务人民委员部国家安全总局经济部部长                                               |
| 1935年11月26日 | 格奥尔基·安德烈耶维奇·莫尔恰诺夫   | (1897—1937) | 苏联内务人民委员部国家安全总局秘密政治部部长                                           |
| 1935年11月26日 | 卡尔·维克托罗维奇·保克尔           | (1893—1937) | 苏联内务人民委员部国家安全总局行动部部长                                               |
| 1935年11月26日 | 罗曼·亚历山德罗维奇·皮利亚尔       | (1894—1937) | 苏联内务人民委员部萨拉托夫地区管理总局局长                                             |
| 1935年11月26日 | 阿布拉姆·阿罗诺维奇·斯卢茨基       | (1898—1938) | 苏联内务人民委员部国家安全总局对外部部长                                               |
| 1935年11月26日 | 亚历山大·米哈伊洛维奇·沙宁         | (1894—1937) | 苏联内务人民委员部国家安全总局技术部部长                                               |
| 1939年2月2日   | 卡尔普·亚历山大罗维奇·帕夫洛夫     | (1895—1957) | 苏联内务人民委员部极北地区建筑总局局长。1945.07.09改授上将。                           |
| 1943年2月4日   | 维克托·谢苗诺维奇·阿巴库莫夫       | (1908—1954) | 国防人民委员会副人民委员兼苏联内务人民委员部特别部（反间谍）部长。1945.07.09改授上将。 |
| 1943年2月4日   | 波格丹·扎哈罗维奇·科布洛夫         | (1904—1953) | 苏联副内务人民委员。1945.07.09改授上将。                                               |
| 1943年2月4日   | 谢尔盖·尼基福罗维奇·克鲁格洛夫     | (1907—1977) | 苏联副内务人民委员。1945.07.09改授上将。                                               |
| 1943年2月4日   | 伊万·亚历山德罗维奇·谢罗夫         | (1905—1990) | 苏联副内务人民委员。1945.07.09改授上将。1955年8月8日晋升大将。1963年3月12日降为少将。  |
| 1943年2月4日   | 瓦西里·瓦西里耶维奇·切尔内绍夫     | (1896—1952) | 苏联副内务人民委员。1945.07.09改授上将。                                               |

1945年7月6日，下述7人改授上将军衔：
- 维克托·谢苗诺维奇·阿巴库莫夫 — 苏联反间谍总局局长
- 谢尔盖·阿尔谢尼耶维奇·戈格利泽 -- 苏联内务人民委员部哈巴罗夫斯克地区管理总局局长
- 波格丹·扎哈罗维奇·科布洛夫 —苏联国家安全人民委员部第一副部长
- 谢尔盖·尼基福罗维奇·克鲁格洛夫 — 苏联内务人民委员部第一副部长
- 卡尔普·亚历山大罗维奇·帕夫洛夫（俄语：Павлов, Карп Александрович） — 苏联内务人民委员部公路建筑总局局长。
- 伊万·亚历山德罗维奇·谢罗夫 — 苏联副内务人民委员
- 瓦西里·瓦西里耶维奇·切尔内绍夫（俄语：Чернышёв, Василий Васильевич） — 苏联副内务人民委员

至1954年再未有授予上将军衔。